# Coco Martin
Coco Martin (tên khai sinh: Rodel Luis Nacianceno, sinh ngày 01 tháng 12 năm 1981), là một nam diễn viên, người mẫu Philippines. Anh được biết đến với nhiều vai diễn nổi tiếng trong hàng loạt những bộ phim tư nhân, và được mệnh danh là hoàng tử của phim tư nhân Philippines. Đóng góp hàng loạt những vai diễn hay cho nền điện ảnh, anh liên tục nhận được những giải thưởng danh giá khẳng định tài năng và sự nổi tiếng của mình. Anh đã bắt đầu tham gia nghệ thuật từ năm 2001 cho đến nay. Hiện tại anh đang làm việc cho hãng phim ABS-CBN, và là một trong những diễn viên hàng đầu của Philippines hiện nay.

## Tiểu sử
Coco Martin tên thật là Rodel Luis Nacianceno, biệt danh Deng (tên thường gọi lúc nhỏ), sinh ra tại Novaliches, Quezon City, Phillipin. Cái tên Coco Martin là nghệ danh của anh khi vào nghề, đó là tên ghép của hai thần tượng quốc tế của anh là Coco Lee và Ricky Martin. Hiện tại, anh sống cùng bà ngoại, người được xem như người mẹ thứ hai của anh. Ba mẹ anh đã chia tay nhau khi anh mới lên 9 tuổi, kể từ đó anh sống cùng bà ngoại, người đã nuôi nấng anh trưởng thành. Anh từng làm người gác cửa và lau dọn tại một Casino thuộc bang  Alberta, Canada. Anh đã tốt nghiệp cử nhân về quản lý khách sạn tại trường Đại học Quốc gia Kinh doanh và nghệ thuật, Philipin.

## Sự nghiệp
Coco Martin  hiện là diễn viên của Công ty đào tạo tài năng Star Magic, thuộc đài truyền hình ABS-CBN. Chưa từng có ý định trở thành diễn viên, tuy nhiên anh đã bén duyên điện ảnh một cách tình cờ khi được một đạo diễn nhã ý muốn mời anh tham gia một vai phụ trong phim điện ảnh độc lập Luv Text vào năm 2001, anh đã chấp nhận với cái tên thật là Rodel Nacianceno, sau đó anh cũng tham gia vài phim độc lập khác nữa.
Anh cũng xuất hiện trong nhiều phim quảng cáo. Tuy nhiên vào thời điểm đó, anh chưa có hứng thú với việc đóng phim hay gia nhập showbiz nên đã quyết định quay lại việc học tại trường National College Business and Arts.
Đến năm 2005, anh nhận lời tham gia đóng vai chính đầu tay  của đạo diễn Brillante Mendoza. Bộ phim nhận được giải phim hay nhất tại liên hoan phim quốc tế Locarno lần thứ 58 tại Thụy Sĩ. Nhờ vai diễn trong phim  Masahista anh nhận được giải thưởng nam chính xuất sắc nhất của hiệp hội phê bình phim 2006. Tuy nhiên, vào thời điểm lúc phim được đưa đi tranh giải tại Liên hoan phim Quốc tế Toronto, anh quyết định lưu lại Canada để mưu sinh với mục đích kiếm được tấm vé thông hành để định cư tại Canada.
Tuy nhiên 9 tháng sau đó, anh phải quay trở về Philipin vì thất bại xin gia hạn visa tại Canada. Giữa lúc đó, đạo diễn Brillante Mendoza đã mang đến chiếc phao cứu sinh cho anh - đó là lời mời đóng vai chính trong phim độc lập khác của ông mang tên "Tirador". Sau thành công của bộ phim,bộ đôi diễn viên - đạo diễn đã trở thành một cặp bài trùng không thể thiếu trong các dự án phim độc lập đầy sáng tạo. Nổi bật trong số nhiều phim độc lập của Brillante Mendoza mà anh tham gia là hai tác phẩm đình đám: Serbis (2008) và Kinatay (2009), cả hai phim đều được khán giả cũng như giới phê bình phim quốc tế tán dương khi nó thành công tại hai kỳ Liên hoan phim Cannes 2008 và 2009.
Và nhờ những thành công rực rỡ với dòng phim indie, anh được mệnh danh là Indie King (ông vua phim độc lập của Philippin) và cũng như nhận được sự đánh giá cao về diễn xuất với các phim indie khác như: Daybreak, Condo, và Jay, với phim Jay anh nhận được giải thưởng  Gawad Urian Award đầu tiên cho sự nghiệp diễn xuất -nam diễn viên phụ xuất sắc nhất
Tuy thành công trên lĩnh vực điện ảnh, nhưng anh không có nhiều cơ hội xuất hiện trên truyền hình vì ban đầu các nhà sản xuất lo ngại hình tượng gợi cảm của anh trên màn ảnh rộng sẽ không phù hợp với khán giả truyền hình. Và bằng tài năng diễn xuất của mình, anh chứng tỏ rằng họ sai khi cho rằng anh không phù hợp với drama và anh đã từng bước chinh phục khán giả màn ảnh nhỏ với những vai diễn cực kỳ ấn tượng.
Đầu năm 2007, Martin gia nhập công ty GMA Network, anh xuất hiện trong nhiều phim của GMA TV, tiêu biểu là phim Daisy Siete. Anh cũng trở thành thành viên của nhóm nhạc nam The Studs. Song song, Martin cũng đóng các phim độc lập với đề tài đồng tính như: Daybreak và Jay.
Năm 2008, Martin quay trở lại hãng ABS-CBN  và góp mặt trong dàn diễn viên chính trong phim Ligaw na Bulaklak.
Năm 2009, anh đóng vai Raymond trong phim truyền hình đình đám  Tayong Dalawa (tựa tiếng Việt: Biển tình ngang trái). Vai diễn này giúp anh thắng giải Nam diễn viên truyền hình xuất sắc nhất tại giải Star Awards 2009. Sau phim Tayong Dalawa, sự nghiệp anh bắt đầu lên như diều gặp gió. Anh đóng phim truyền hình phát sóng vào buổi chiều với tựa đề Nagsimula sa Puso, đóng cùng Maja Salvador, Jason Abalos và Nikki Gil. Cùng năm đó, anh gia nhập Star Magic.
Năm 2010, anh  góp mặt trong dàn diễn viên chính của bộ phim drama đình đám của đài ABS-CBN Kung Tayo'y Magkakalayo và đóng vai chính trong series phim hành động Tonyong Bayawak. Anh cũng góp mặt trong phim điện ảnh thị trường  đầu tiên trong sự nghiệp (dòng phim giải trí thông thường) Sa 'yo Lamang, và series phim  1DOL. Cùng năm, Martin cũng tham gia đóng phim độc lập Kinatay (tựa tiếng việt: Thảm sát), vai Pepoy của anh được đề cử giải FAMAS Award cho hạng mục nam diễn viên chính xuất sắc nhất. Bộ phim được công chiếu lần đầu tại Liên hoan phim Cannes lần thứ 62, phim thắng giải đạo diễn xuất sắc nhất tại Cannes  và giải Mise en Scence. Lần đầu tiên một phim Philipin làm được điều này. Phim cũng tranh giải tại liên hoan phim Cinemalaya 2009.
Năm 2011, anh đã có cú đột phá ngoạn mục cho series phim Minsan Lang Kita Iibigin (tựa tiếng Anh:I Will Only Love You Once/ One great love). Bộ phim đã tạo ra một cơn sốt dữ dội tại Philipin khi nó được phát sóng trên truyền hình. Tháng 5/2011, Martin nhận được giải Dekada Award tại giải Gawad Urian ceremony.Và cũng nhờ vai diễn hai anh em sinh đôi Alexander and Javier del Tierro trong Minsan Lang Kita Iibigin, anh được đề cử vô số giải thưởng, có thể kể tên như giải KBP Golden Dove Awards, Golden Screen Awards và Star Awards. Ngoài ra, câu chuyện tình yêu giữa chàng thiếu gia quân đội Alexander đẹp trai, tài năng và nàng lọ lem đầy cá tính và hoang dại Krista do nữ diễn viên xinh đẹp Maja Salvador thủ vai được giới trẻ rất yêu thích, đây được ví như chuyện tình Đạo Minh Tự và San thái của Philipin. Sau thành công của phim, một club hâm mộ hai diễn viên được lập ra và đặt tên là Cocojam.
Năm 2012, Martin tham gia một series phim khác là: Walang Hanggan (tựa tiếng việt: Mãi yêu), phim được phóng tác từ bộ phim năm 1991  Hihintayin Kita Sa Langit. Trong phim anh đã kết hợp khá ăn ý với nữ diễn viên Julia Montes, giúp cho cả hai có cơ hội đóng cùng trong những dự án khác. Trong năm này, anh cũng đóng bộ phim điện ảnh thị trường thứ hai của mình là Born to Love You, đóng cặp với ca sĩ Angeline Quinto. Anh dự kiến sẽ đóng một phim điện ảnh với Judy Ann Santos và cô bạn diễn thân thiết của anh là Maja Salvador, phim có tựa Love Will Lead You Back, nhưng sau đó kế hoạch quay phim bị hoãn vô thời hạn.
Tháng 5/ 2012, kịch bản phim với tên gọi Juan dela Cruz được gửi đến tham dự tại Liên hoan phim Manila 2012, dự kiến Martin tham gia đóng cùng Jake Cuenca (bạn diễn của anh trong Tayong Dalawa) và Maja Salvador (bạn diễn của anh trong Nagsimula Sa Puso và Minsan Lang Kita Iibigin), và diễn viên kỳ cựu Albert Martinez, đạo diễn Richard Somes, tuy nhiên đó lại là một trong 7 kịch bản bị từ chối. Cinemedia Films Production Incorporated và  ABS-CBN Dreamscape Entertainment nghĩ rằng tốt hơn hết là hãy đưa phim lên truyền hình và bộ phim đã được phát sóng trong năm 2013. Erich Gonzales đóng cặp cùng với Martin, ngoài ra phim còn có sự tham gia của các diễn viên Albert Martinez, Arron Villaflor, Eddie Garcia, Zsa Zsa Padilla và Gina Pareño.Sau hàng loạt những bộ phim đạt top rating và những giải thưởng danh giá, anh đã được công chúng và truyền thông Philipin trao tặng thêm một danh xưng khác là Teleserye King (ông vua phim truyền hình).
Cuối năm 2012, anh tiếp tục nhận được sự tán dương của khán giả quốc tế khi bộ phim anh tham gia đóng vai chính phim Maalaala Mo Kaya: Kamao (tập phim ngắn: "Would you remember: Fist") nhận được giải thưởng đặc biệt tại 7th Seoul International Drama Awards 2012(giải thưởng truyền hình Quốc tế Seoul 2012) và Asia-Pacific Broadcasting Union (ABU) Prize (giải thưởng Hiệp hội truyền hình châu Á Thái Bình Dương, bản thân anh cũng nhận được đề cử cho hạng mục Nam diễn viên chính xuất sắc nhất tại 15th Asian Television Awards (Giải thưởng truyền hình châu Á lần thứ 15). Phim được đạo diễn bởi  đạo diễn nổi tiếng Dado Lumibao, tập phim dựa vào câu chuyện có thật về một võ sĩ quyền anh thi đấu ở tầng hầm tên Ramon (Coco), người đã trải qua nhiều nỗi đau kể từ khi còn nhỏ. Cùng với Coco trong "MMK: Kamao", phim còn có sự tham gia của Jodi Sta. Maria, Philip Nolasco, BJ Forbes, Celine Lim, Veyda Innoval, Michael Roy Jornales, Carlos Morales, Levi Ignacio, Andrei Garcia, Aleck Bovick, và Mike Lloren.
Năm 2014, Martin đánh dấu một bước ngoặt mới trong sự nghiệp với phim truyền hình đình đám Ikaw Lamang (tựa tiếng Anh: Only You/No greater love). Trong phim anh đóng cặp với Kim Chiu (nữ diễn viên được mệnh danh là công chúa truyền hình philipin), cũng như hợp tác cùng hai bạn diễn quen thuộc là Julia Montes và Jake Cuenca (phần 1) và nữ diễn viên KC Concepcion (phần 2). Bộ phim đã tạo nên một cơn sốt mạnh mẽ chưa từng có, nhận được sự tán dương của khán giả Philipin và cả giới phê bình phim ảnh. Vượt qua nhiều chương trình truyền hình nổi tiếng khác,phim truyền hình Ikaw Lamang là chương trình truyền hình được theo dõi nhiều nhất tại Philipin trong năm 2014, cũng như là đề tài được bàn luận nhiều nhất trên Twitter và Facebook trong cộng đồng người Philipin trên toàn thế giới.Thành công của phim không chỉ giúp Martin và Kim Chiu trở thành cặp đôi được yêu thích của giới trẻ mà bên cạnh đó,cả hai ngôi sao đều nhận được giải thưởng cho Nam và nữ diễn viên chính xuất sắc nhất tại rất nhiều giải thưởng uy tín của philipin, trong đó có giải Yahoo Celebrity Awards và Star Awards cho nam và nữ diễn viên chính xuất sắc nhất. Phim cũng nhiều lần nhận giải phim hay nhất trong năm tại các giải thưởng lớn tại Philipin.
Cũng trong năm 2014, anh cũng đóng chính một phim điện ảnh thị trường Maybe This Time, với diễn viên kiêm ca sĩ Sarah Geronimo, cũng như tham gia phần hai của phim kinh dị đình đám của Philipin Feng shui 2, phim đứng thứ hai về doanh thu phòng vé trong năm 2014.

## Đời tư
Coco Martin từng tuyên bố nữ diễn viên Maja Salvador từ lâu đã là người tình trong mộng của anh trước khi họ đóng chung vai tình nhân trong series phim đình đám Minsan lang kita ligibin (2011). Mối quan hệ trên mức tình bạn của họ đã đi đến đỉnh điểm khi bạn trai cũ của cô là nam diễn viên Matteo Guidicelli đã có xô xát với Martin vì Maja tại thảm đỏ của Star Magic Ball.
Từ lâu giới truyền thông phỏng đoán anh có một cô con gái tên Nicole Beatrice với nữ diễn viên Katherine Luna, tuy nhiên, anh đã công bố kết quả DNA đứa trẻ không phải con của anh. Tuy nhiên, anh vẫn đảm bảo hỗ trợ tài chính và lo cho đứa trẻ đến lúc nó khôn lớn.
Trước khi trở thành diễn viên nổi tiếng trong giới showbiz, anh từng làm người gác cửa tại Alberta, Canada.
Martin đã tốt nghiệp khoa Quản lý khách sạn tại trường National College of Business and Arts.
Coco Martin là nghệ danh được lấy từ sự kết hợp tên của nữ ca sĩ Coco Lee và họ của nam ca sĩ Ricky Martin.

## Phim tham gia

### Phim truyền hình
| Năm  | Tên Phim                                                                                          | Vai Diễn                                    | Chú thích        |
| ---- | ------------------------------------------------------------------------------------------------- | ------------------------------------------- | ---------------- |
| 2007 | "Mga Kuwento Ni Lola Basyang: Ang Walong Bulag"                                                   | Bulag 6                                     | Hãng GMA Network |
| 2007 | Daisy Siete: Isla Chikita                                                                         | David                                       | Hãng GMA Network |
| 2008 | Maalaala Mo Kaya: Bibliya                                                                         | James                                       | Hãng ABS-CBN     |
| 2008 | Ligaw na Bulaklak                                                                                 | Ronel/Chris Alegro                          | Hãng ABS-CBN     |
| 2008 | Komiks Presents: Tiny Tony                                                                        | Joaquin Peralta                             | Hãng ABS-CBN     |
| 2008 | Maalaala Mo Kaya: Boarding House                                                                  | Billy                                       | Hãng ABS-CBN     |
| 2009 | Tayong Dalawa- Phim đã phát sóng ở Việt Nam với tên Biển Tình Ngang Trái                          | Ramon Dionisio Lecumberri                   | Hãng ABS-CBN     |
| 2009 | Komiks Presents: Mars Ravelo's Nasaan Ka Maruja?                                                  | James                                       | Hãng ABS-CBN     |
| 2009 | Nagsimula sa Puso                                                                                 | Carlo Pagdanganan                           | Hãng ABS-CBN     |
| 2010 | Kung Tayo'y Magkakalayo                                                                           | Ringo Quijano Crisanto                      | Hãng ABS-CBN     |
| 2010 | 1DOL                                                                                              | Fernando "Lando" Lagdameo                   | Hãng ABS-CBN     |
| 2010 | Agimat Presents: Tonyong Bayawak                                                                  | Antonio "Tonyo" dela Cruz / Tonyong Bayawak | Hãng ABS-CBN     |
| 2010 | Maalaala Mo Kaya: Silbato                                                                         | Jerome Ortega                               | Hãng ABS-CBN     |
| 2011 | Minsan Lang Kita Iibigin                                                                          | Alexander del Tierro / Javier del Tierro    | Hãng ABS-CBN     |
| 2011 | 100 Days to Heaven                                                                                | Special Cameo Role as Young Tagabantay      | Hãng ABS-CBN     |
| 2011 | Growing Up                                                                                        | Asiong                                      | Hãng ABS-CBN     |
| 2012 | Walang Hanggan - Phim đã phát sóng ở Việt Nam với tên Mãi yêu (phim truyền hình của hãng ABS-CBN) | Daniel Cruz/Guidotti/Montenegro             | Hãng ABS-CBN     |
| 2012 | Maalaala Mo Kaya: Kamao                                                                           | Ramon                                       | Hãng ABS-CBN     |
| 2013 | Kahit Konting Pagtingin                                                                           | Bus Passenger (Special Cameo Role)          | Hãng ABS-CBN     |
| 2013 | Juan Dela Cruz                                                                                    | Juan dela Cruz                              | Hãng ABS-CBN     |
| 2013 | My Little Juan                                                                                    | Teen Juan dela Cruz (Special Appearance)    | Hãng ABS-CBN     |
| 2013 | Wansapanataym Presents: Simbang Gabi                                                              | Carlos "Caloykoy/Caloy" de Guzman           | Hãng ABS-CBN     |
| 2014 | Ikaw Lamang- Phim đã phát sóng ở Việt Nam với tên Lối Rẽ Cho Tình Yêu                             | Samuel                                      | Hãng ABS-CBN     |
| 2014 | Ikaw Lamang (book 2)- Phim đã phát sóng ở Việt Nam với tên Lối Rẽ Cho Tình Yêu                    | Gabriel Roque Hidalgo                       | Hãng ABS-CBN     |
| 2015 | Wansapanataym Presents: Yamishita's Treasures                                                     | Yami                                        | Hãng ABS-CBN     |
| 2015 | Maalaala Mo Kaya                                                                                  | Police Insp. Gary Erana                     | Hãng ABS-CBN     |
| 2015 | FPJ's: Ang Probinsyano- Phim đã phát sóng ở Việt Nam với tên Mật Mã Song Sinh                     | Commander Ador de Leon/Cardo                | Hãng ABS-CBN     |

### Phim điện ảnh
| Năm  | Phim                              | Vai Diễn                          | Chú thích                                                                                         |
| ---- | --------------------------------- | --------------------------------- | ------------------------------------------------------------------------------------------------- |
| 2001 | Luv Text                          | Ivan's Friend                     | Maverick Films                                                                                    |
| 2002 | Ang agimat: Anting-anting ni Lolo | Armon                             | Imus Productions                                                                                  |
| 2005 | Masahista                         | Iliac                             | Gee Films International, Centerstage Productions                                                  |
| 2006 | Kaleldo                           | Iliac                             | Centerstage Productions, G-Entertainment                                                          |
| 2007 | Siquijor: Mystic Island           | Miguel Sarmiento                  | Centerstage Productions                                                                           |
| 2007 | Foster Child                      | Pedicab Driver                    | Seiko Films, Centerstage Productions                                                              |
| 2007 | Ataul: For Rent                   | Danny                             | Artiste Entertainment Works International                                                         |
| 2007 | Tirador                           | Caloy                             | Centerstage Productions, Rollingball Entertainment, Ignite Media                                  |
| 2007 | Pi7ong Tagpo                      | Sonny                             | Creative Futures                                                                                  |
| 2007 | Nars                              | Noel                              | Carl & Carl Productions                                                                           |
| 2007 | Tambolista                        | Billy                             | Cinema One Originals, Ignite Media                                                                |
| 2007 | Batanes                           | Jason                             | Ignite Media, GMA Films                                                                           |
| 2008 | Condo                             | Benjie Castro                     | Breaking the Box Productions, Kamurayaw Pictures                                                  |
| 2008 | Daybreak                          | JP                                | Bicycle Pictures                                                                                  |
| 2008 | Serbis                            | Alan                              | Centerstage Productions, Swift Productions, Asian Cinema Fund (Pusan International Film Festival) |
| 2008 | Jay                               | Edward Navarro                    | Cinemalaya, National Commission for Culture and the Arts, Pasion Para Pelicula Productions        |
| 2008 | Tiltil                            | Manuel                            | Breakthrough Entertainment Productions, 24P Film International                                    |
| 2008 | Next Attraction                   |                                   | Cinematografica                                                                                   |
| 2009 | Kinatay                           | Pepeng                            | Swift Productions, Centerstage Productions                                                        |
| 2009 | Soliloquy                         | Obet Labrador                     | Quantum Films                                                                                     |
| 2010 | Noy                               | Noy                               | Star Cinema, CineMedia                                                                            |
| 2010 | Sa 'yo Lamang                     | Coby                              | Star Cinema                                                                                       |
| 2012 | Captive                           | Abusama                           | Centerstage Productions and Star Cinema                                                           |
| 2012 | Born To Love You                  | Rex Manrique                      | Star Cinema and CineMedia                                                                         |
| 2012 | Sta. Niña                         | Pol                               | Cinemalaya                                                                                        |
| 2012 | 24/7 in Love                      | Dante                             | Star Cinema                                                                                       |
| 2013 | A Moment in Time                  | Patrick Javier                    | Star Cinema                                                                                       |
| 2014 | Maybe This Time                   | Antonio "Tonio" Bugayong          | Star Cinema và Viva Films                                                                         |
| 2014 | Padre de Familia                  |                                   |                                                                                                   |
| 2014 | Feng Shui 2                       | Lester                            | Star Cinema                                                                                       |
| 2015 | You're My Boss                    | Pong                              | Star Cinema with Toni Gonzaga                                                                     |
| 2015 | Padre De Familia                  |                                   |                                                                                                   |
| 2016 | Beauty and Bestie                 |                                   | StarCinema/Viva Films                                                                             |
| 2016 | The Super Parental Guardians      |                                   | StarCinema/Viva Films                                                                             |
| 2017 | Ang Panday                        | Flavio Batungbakal III            | Star Cinema                                                                                       |
| 2018 | Jack Em Popoy: The Puliscredibles | PS/Insp. Jacinto "Jack" Halimuyac | CCM Film Productions, APT Entertainment, M-Zet Productions                                        |
| 2019 | 3pol Trobol: Huli Ka Balbon!      | Apollo "Pol" C. Balbon            | CCM Film Productions                                                                              |
| 2021 | Love or Money                     | Leon                              | ABS-CBN Film Productions, CCM Film Productions                                                    |

## Giải thưởng
| Năm  | Giải thưởng Điện ảnh                                                                           | Giải thưởng | Kết quả   |
| ---- | ---------------------------------------------------------------------------------------------- | --- | --------- |
| 2006 | Young Critics Circle                                                                           | Best Performance by Male or Female, Adult or Child, Individual or Ensemble in Leading or Supporting Role for Masahista | Đoạt giải |
| 2008 | Golden Screen Award                                                                            | Best Performance by an Actor in a Lead Role for Tambolista                                                             | Đề cử     |
| 2008 | Gawad Urian Award                                                                              | Best Supporting Actor for Tambolista                                                                                   | Đề cử     |
| 2009 | Gawad PASADO                                                                                   | Pinakapasadong Katuwang Aktor for Jay and Serbis                                                                       | Đề cử     |
| 2009 | Golden Screen Award                                                                            | Best Performance by an Actor in a Supporting Role (Drama, Musical or Comedy) for Jay                                   | Đoạt giải |
| 2009 | Gawad Urian Award                                                                              | Best Actor for Daybreak                                                                                                | Đề cử     |
| 2009 | Gawad Urian Award                                                                              | Best Supporting Actor for Jay                                                                                          | Đoạt giải |
| 2009 | ASAP Pop Viewer's Choice Awards                                                                | Pop TV Character of the Year (Ramon) for Tayong Dalawa                                                                 | Đoạt giải |
| 2009 | Star Awards for Television                                                                     | Best Drama Actor for Tayong Dalawa                                                                                     | Đoạt giải |
| 2010 | Gawad Tanglaw Awards                                                                           | Best Ensemble Performance in a Television Drama for Tayong Dalawa                                                      | Đề cử     |
| 2010 | Gawad Tanglaw Awards                                                                           | Presidential Jury Award for Excellence in Acting for Tayong Dalawa                                                     | Đoạt giải |
| 2010 | Young Critics Circle                                                                           | Best Performance by Male or Female, Adult or Child, Individual or Ensemble in Leading or Supporting Role for Soliloquy | Đề cử     |
| 2010 | Golden Screen Award                                                                            | Best Performance by an Actor in a Leading Role (Drama) for Kinatay                                                     | Đoạt giải |
| 2010 | 41st Guillermo Mendoza Awards                                                                  | Promising Male Box Office Star                                                                                         | Đoạt giải |
| 2010 | Gawad Urian Awards                                                                             | Best Actor for Kinatay                                                                                                 | Đề cử     |
| 2010 | ASAP Pop Viewer's Choice Awards                                                                | Pop Pin Up Boy | Đề cử     |
| 2010 | Anak TV Seal Awards                                                                            | Most Admired Male TV Personality                                                                                       | Đề cử     |
| 2010 | FAMAS Award                                                                                    | Best Actor for Kinatay                                                                                                 | Đề cử     |
| 2010 | Star Awards for TV                                                                             | Best Drama Actor for Kung Tayo'y Magkakalayo                                                                           | Đoạt giải |
| 2010 | 19th KBP Golden Dove Awards                                                                    | Best Drama Actor for Kung Tayo'y Magkakalayo                                                                           | Đoạt giải |
| 2011 | 42nd Guillermo Mendoza Awards                                                                  | Prince of Philippine Movies for Sa'yo Lamang                                                                           | Đoạt giải |
| 2011 | Gawad Tanglaw Awards                                                                           | Best Actor for Noy | Đề cử     |
| 2011 | Gawad Urian Awards                                                                             | Actor of the Decade (Dekada Award)                                                                                     | Đoạt giải |
| 2011 | Golden Screen Awards                                                                           | Best Performance by an Actor in a Supporting Role (Drama, Musical or Comedy) for Sa'yo Lamang                          | Đề cử     |
| 2011 | Golden Screen Awards                                                                           | Best Performance by an Actor in a Leading Role (Drama) for Noy                                                         | Đề cử     |
| 2011 | FAP Awards                                                                                     | Best Actor for Noy | Đề cử     |
| 2011 | Star Awards for Movies                                                                         | Movie Supporting Actor of the Year for Sa'yo Lamang                                                                    | Đoạt giải |
| 2011 | Star Awards for Movies                                                                         | Movie Actor of the Year for Noy                                                                                        | Đoạt giải |
| 2011 | Yahoo! OMG Awards                                                                              | Breakthrough Actor of the Year                                                                                         | Đoạt giải |
| 2011 | ASAP Pop Viewer's Choice Awards                                                                | Pop Kapamilya TV Character (Alexander and Javier) for Minsan Lang Kita Iibigin                                         | Đoạt giải |
| 2011 | 20th KBP Golden Dove Awards                                                                    | Best Actor for Minsan Lang Kita Iibigin                                                                                | Đề cử     |
| 2011 | Golden Screen TV Awards                                                                        | Outstanding Performance by an Actor in a Single Drama/Telemovie Program for Maalaala Mo Kaya: Silbato                  | Đoạt giải |
| 2011 | Golden Screen TV Awards                                                                        | Outstanding Performance by an Actor in a Drama Series for Minsan Lang Kita Iibigin                                     | Đoạt giải |
| 2011 | Star Awards for TV                                                                             | Best Single Performance by an Actor for Maalaala Mo Kaya: Silbato                                                      | Đoạt giải |
| 2011 | Star Awards for TV                                                                             | Best Drama Actor for Minsan Lang Kita Iibigin                                                                          | Đề cử     |
| 2011 | Star Awards for TV                                                                             | Male Star of the Night                                                                                                 | Đoạt giải |
| 2011 | Anak TV Seal Awards                                                                            | Most Admired Male TV Personality                                                                                       | Đoạt giải |
| 2011 | FAMAS Award                                                                                    | Best Actor for Noy | Đề cử     |
| 2011 | FAMAS Award                                                                                    | Best Director for Noy                                                                                                  | Đề cử     |
| 2012 | 8th USTv Student's Choice Awards                                                               | Best Actor in a Daily Local Soap Opera for Minsan Lang Kita Iibigin                                                    | Đoạt giải |
| 2012 | Gawad TANGLAW Awards                                                                           | Best Performance by an Actor in a Drama Series for Minsan Lang Kita Iibigin                                            | Đoạt giải |
| 2012 | Gawad TANGLAW Awards                                                                           | Pinakakapuri-puring Artista ng Dekada                                                                                  | Đoạt giải |
| 2012 | Northwest Samar State University Students' Choice Awards for Radio and Television              | Best Actor in a Primetime Teleserye for Minsan Lang Kita Iibigin                                                       | Đoạt giải |
| 2012 | Yahoo! OMG Awards                                                                              | Actor of the Year | Đoạt giải |
| 2012 | ASAP Pop Viewer's Choice Awards                                                                | Pop Kapamilya TV Character (Daniel Guidotti) for Walang Hanggan                                                        | Đề cử     |
| 2012 | PMPC Star Awards for Television                                                                | Best Drama Actor for Walang Hanggan                                                                                    | Đề cử     |
| 2012 | 15th Asian Television Awards                                                                   | Best Actor in a Lead-Drama Role for MMK: Kamao                                                                         | Đề cử     |
| 2012 | 43rd Guillermo Mendoza Awards                                                                  | Prince of Philippine Television - Minsan Lang Kita Iibigin                                                             | Đoạt giải |
| 2012 | 7th Seoul International Drama Awards                                                           | Special Prize - MMK: Kamao (tựa tiếng Anh: Would you remember: Fist) (share with the cast)                             | Đoạt giải |
| 2013 | Familia Sauza-Berenguer de Marquina 93rd Las Familias Unidas FitzGerald Awards                 | Youth Role Model of The Year                                                                                           | Đoạt giải |
| 2013 | 10th ENPRESS Golden Screen TV Awards                                                           | Outstanding Performance by an Actor for Walang Hanggan                                                                 | Đề cử     |
| 2013 | 10th ENPRESS Golden Screen TV Awards                                                           | Outstanding Performance by an Actor in a Single Drama/Telemovie Program for MMK:Kamao                                  | Đề cử     |
| 2013 | 29th PMPC Star Awards for Movies                                                               | Movie Actor of the Year for Sta.Nina                                                                                   | Đề cử     |
| 2013 | 1st ASEAN International Film Festival and Awards                                               | Best Actor for Sta.Nina                                                                                                | Đề cử     |
| 2013 | 10th Gawad Urian Awards                                                                        | Best Actor for Sta.Nina                                                                                                | Đề cử     |
| 2013 | 44th Box Office Entertainment Awards (GMMSFI)                                                  | Prince and Princess of Philippine Television (shared with Julia Montes)                                                | Đoạt giải |
| 2013 | 44th Box Office Entertainment Awards (GMMSFI)                                                  | Most Popular Primetime TV Drama Series for Walang Hanggan (shared with cast)                                           | Đoạt giải |
| 2013 | 3rd EdukCircle Awards                                                                          | Most Influential Celebrity Endorser of The Year                                                                        | Đoạt giải |
| 2013 | Yahoo! OMG Awards                                                                              | Actor of the Year | Đoạt giải |
| 2013 | The PEPsters' Choice 2013                                                                      | Male TV Star Of The Year                                                                                               | Đoạt giải |
| 2013 | 27th PMPC Star Awards For TV                                                                   | Best Drama Actor of the Year                                                                                           | Đoạt giải |
| 2013 | 27th PMPC Star Awards For TV                                                                   | Male Star Of The Night                                                                                                 | Đoạt giải |
| 2013 | 27th PMPC Star Awards For TV                                                                   | Best Primetime Drama Series for "Juan Dela Cruz" (shared with the cast)                                                | Đoạt giải |
| 2013 | Anak TV Seal Awards                                                                            | Youth Role Model of the Year                                                                                           | Đoạt giải |
| 2013 | The 4TH TV Series Craze Awards 2013                                                            | The Leading Man Of The Year                                                                                            | Đoạt giải |
| 2013 | 3rd Kakulay Teen Choice Awards                                                                 | Philippine Primetime King                                                                                              | Đoạt giải |
| 2014 | 12th Gawad Tanglaw Awards                                                                      | Best Performance by an Actor in a TV Series for "Juan Dela Cruz"                                                       | Đoạt giải |
| 2014 | Yahoo! Celebrity Awards 2014                                                                   | Actor of the Year | Đoạt giải |
| 2014 | Yahoo! Celebrity Awards 2014                                                                   | "Ikaw Lamang" - Teleserye of the Year                                                                                  | Đoạt giải |
| 2014 | EdukCircle Awards 2014                                                                         | Best TV Drama Actor of The Year                                                                                        | Đoạt giải |
| 2014 | Anak TV Awards 2014                                                                            | Makabata Stars | Đoạt giải |
| 2014 | 28th PMPC Star Awards For TV                                                                   | Best Drama Actor | Đoạt giải |
| 2014 | 28th PMPC Star Awards For TV                                                                   | Best Primetime Drama Series for "Ikaw Lamang" (shared with the cast)                                                   | Đoạt giải |
| 2014 | COMGUILD 2014                                                                                  | Male Iconic Endorser Of The Year                                                                                       | Đoạt giải |
| 2014 | The 5TH TV Series Craze Awards 2014                                                            | Leading Man of the Year                                                                                                | Đoạt giải |
| 2015 | 13th Gawad Tanglaw Awards                                                                      | Best Actor For TV | Đoạt giải |
| 2015 | 13th Gawad Tanglaw Awards                                                                      | Best Drama Series for "Ikaw Lamang" (shared with the cast)                                                             | Đoạt giải |
| 2015 | PARAGALA 2015                                                                                  | Best Television Actor for "Ikaw Lamang"                                                                                | Đoạt giải |
| 2015 | NSCART 2015                                                                                    | Best Actor in Primetime Teleserye                                                                                      | Đoạt giải |
| 2015 | UmalohokJUAN 2015                                                                              | Best Male TV Personality                                                                                               | Đoạt giải |
| 2015 | 40th Metro Manila Film Festival                                                                | Best Festival Actor for Feng Shui 2                                                                                    | Đoạt giải |
| 2015 | Platinum Stallion Media Awards 2015‬                                                            | Best Male Film Actor‬                                                                                                   | Đoạt giải |
| 2015 | 46th Box Office Entertainment Awards‬                                                           | All-time highest grossing horror film for Feng Shui                                                                    | Đoạt giải |
| 2015 | 5th EdukcCircle Award‬s                                                                         | Best Actor of the Year                                                                                                 | Đoạt giải |
| 2015 | 63rd Annual Awards 2015                                                                        | Best Actor of the Year                                                                                                 | Đoạt giải |
| 2016 | Aral Parangal Awards 2016                                                                      | Best Drama Series "Ang Probinsyano" (shared with the cast)                                                             | Đoạt giải |
| 2016 | Platinum Stallion Media Awards 2016                                                            | Best Primetime Show "Ang Probinsyano" (shared with the cast)                                                           | Đoạt giải |
| 2016 | 14th Gawad Tanglaw                                                                             | The Best TV Series "Ang Probinsyano" (shared with the cast)                                                            | Đoạt giải |
| 2016 | 14th Gawad Tanglaw                                                                             | Best Performance by an Actor in a Series                                                                               | Đoạt giải |
| 2016 | 47th Box Office Entertainment Awards                                                           | Highest Record Rating By A Primetime Teleserye Off All Time for "Ang Probinsyano" (shared with the cast)               | Đoạt giải |
| 2016 | 47th Box Office Entertainment Awards                                                           | Phenomenal Star Of 2015                                                                                                | Đoạt giải |
| 2016 | 18th Anak TV Awards                                                                            | Top Male Anak TV Makabata Star for 2015                                                                                | Đoạt giải |
| 2016 | UmalohokJuan 2016 Communication and Media Awards                                               | BEST TV ACTOR | Đoạt giải |
| 2016 | 4th BPSU Kagitingan Awards For Television                                                      | Pinakamagiting Na Personalidad Sa Dulang Serye (Drama Series)                                                          | Đoạt giải |
| 2016 | 4th BPSU Kagitingan Awards For Television                                                      | Pinakamagiting Na Dulang Serye (Drama Series) for "Ang Probinsyano" (shared with the cast)                             | Đoạt giải |
| 2016 | 47th Guillermo Mendoza Memorial Scholarship Foundation Box-Office Entertainment Awards         | Highest Record Television Rating by a Primetime Teleserye of All Time for "Ang Probinsyano" (shared with the cast)     | Đoạt giải |
| 2016 | 47th Guillermo Mendoza Memorial Scholarship Foundation Box-Office Entertainment Awards         | Phenomenal Star of Philippine Cinema                                                                                   | Đoạt giải |
| 2016 | 24th Golden Dove Awards                                                                        | The Best Actor for Drama Program for his top-rating teleserye, FPJ's Ang Probinsyano                                   | Đoạt giải |
| 2016 | Golden Laurel Awards                                                                           | Best Primetimes Series for FPJ's Ang Probinsyano (shared with the cast)                                                | Đoạt giải |
| 2016 | Golden Laurel Awards                                                                           | Best TV Actor | Đoạt giải |
| 2016 | 6th EdukCircle Awards 2016                                                                     | Most Influential Film Actor of the Year                                                                                | Đoạt giải |
| 2016 | 6th EdukCircle Awards 2016                                                                     | Box Office Tandem of the Year                                                                                          | Đoạt giải |
| 2016 | 6th EdukCircle Awards 2016                                                                     | Best Drama Actor for Television                                                                                        | Đoạt giải |
| 2016 | Alta Media Icon Awards 2016                                                                    | BEST DRAMA ACTOR FOR TV                                                                                                | Đoạt giải |
| 2016 | 30th PMPC Star Awards for Television                                                           | Best Primetime Drama Series for "Ang Probinsyano" (shared with the cast)                                               | Đoạt giải |
| 2016 | 30th PMPC Star Awards for Television                                                           | Best Drama Actor | Đoạt giải |
| 2016 | 38th CMMA Catholic Mass Media Awards 2016                                                      | Best Drama Series for "Ang Probinsyano" (shared with the cast)                                                         | Đoạt giải |
| 2016 | Kung-gihan Awards 2016                                                                         | SAFETY AWARENESS TV PERSONALITY                                                                                        | Đoạt giải |
| 2016 | Anak TV Board Awards 2016                                                                      | Makabata Hall of Fame                                                                                                  | Đoạt giải |
| 2016 | The 2nd Illumine: GIC awards for Television                                                    | Most Innovative TV Actor 2016                                                                                          | Đoạt giải |
| 2016 | The 7TH TV Series Craze Awards 2016                                                            | Leading Man of the Year                                                                                                | Đoạt giải |
| 2017 | Gawad Bedista Awards                                                                           | Actor of the Year for Television                                                                                       | Đoạt giải |
| 2017 | Central Luzon Media Awards                                                                     | Best Television Actor for FPJ's Ang Probinsyano                                                                        | Đoạt giải |
| 2017 | G.E.M.S Awards                                                                                 | Natatanging Hiyas ng Sining sa Telebisyon                                                                              | Đoạt giải |
| 2017 | Umalohok JUAN 2017 Awards                                                                      | TELEVISION ACTOR OF THE YEAR                                                                                           | Đoạt giải |
| 2017 | 3rd Aral Parangal Awards                                                                       | Best Drama Actor | Đoạt giải |
| 2017 | 8th Northwest Samar State University Students' Choice Awards for Radio and Television (NSCART) | Best Actor in a Primetime Teleserye                                                                                    | Đoạt giải |
| 2017 | GAWAD PASADO 2017                                                                              | Pinakapasadong Simbolo sa Kagandahang Asal                                                                             | Đoạt giải |
| 2017 | Kagitingan Awards for Television 2017                                                          | PINAKAMAGITING NA DRAMA SERIES (shared with the cast)                                                                  | Đoạt giải |
| 2017 | Kagitingan Awards for Television 2017                                                          | PINAKAMAGITING NA PERSONALIDAD NG DRAMA SERIES                                                                         | Đoạt giải |
| 2017 | Trinity University Of Asia Platinum Stallion Media Awards 2017                                 | Citation For YOUTH Character Model Of The Year                                                                         | Đoạt giải |
| 2017 | Trinity University Of Asia Platinum Stallion Media Awards 2017                                 | Best Primetime Show for FPJ's Ang Probinsiyano (shared with the cast)                                                  | Đoạt giải |
| 2017 | 48th Box-Office Entertainment Awards                                                           | Phenomenal Star of Philippine Cinema and Breakthrough Performance by an Actor in a Single Program                      | Đoạt giải |
| 2017 | 15th Gawad TANGLAW Awards                                                                      | BEST PERFORMANCE BY AN ACTOR (TV SERIES)                                                                               | Đoạt giải |
| 2017 | 19th Gawad PASADO Awards                                                                       | PINAKAPASADONG SIMBOLO NG KAGANDAHANG ASAL                                                                             | Đoạt giải |
| 2017 | 2nd Golden Laurel: LPU Batangas Media Awards 2017                                              | Best Television Actor                                                                                                  | Đoạt giải |
| 2017 | 2nd Golden Laurel: LPU Batangas Media Awards 2017                                              | Best Primetime Series for "FPJ's Ang Probinsyano" (shared with the cast)                                               | Đoạt giải |
| 2017 | 42nd GMMSF Box-Office Entertainment Awards 2017                                                | BREAKTHROUGH PERFORMANCE BY AN ACTOR IN A SINGLE PROGRAM                                                               | Đoạt giải |
| 2017 | 42nd GMMSF Box-Office Entertainment Awards 2017                                                | PHENOMENAL BOX OFFICE STAR award for Super Parents Guardians                                                           | Đoạt giải |
| 2017 | 42nd GMMSF Box-Office Entertainment Awards 2017                                                | PHENOMENAL BOX OFFICE STAR for Beauty and the Bestie                                                                   | Đoạt giải |
| 2017 | 42nd GMMSF Box-Office Entertainment Awards 2017                                                | PRINCE OF PHILIPPINE TELEVISION for Walang Hanggan                                                                     | Đoạt giải |
| 2017 | 42nd GMMSF Box-Office Entertainment Awards 2017                                                | PRINCE OF PHILIPPINE TELEVISION for Minsan Lang Kita Iibigan                                                           | Đoạt giải |
| 2017 | 42nd GMMSF Box-Office Entertainment Awards 2017                                                | PRINCE OF PHILIPPINE MOVIES AND TV for NOY, Sa 'Yo Lamang, at Kung Tayo'y Magkakalayo                                  | Đoạt giải |
| 2017 | 25th Golden Dove Awards 2017                                                                   | BEST PUBLIC SERVICE ANNOUNCEMENT                                                                                       | Đoạt giải |
| 2017 | TASCO'S 1st CSR Impact Awards                                                                  | CITATION FOR CITIZEN-CHARACTER MODEL OF THE YEAR                                                                       | Đoạt giải |
| 2017 | 7th EdukCircle Awards                                                                          | FILM ACTOR OF THE YEAR                                                                                                 | Đoạt giải |
| 2017 | 7th EdukCircle Awards                                                                          | Most Influential Male Endorser of the Year                                                                             | Đoạt giải |
| 2017 | 7th EdukCircle Awards                                                                          | Most Influential Actor of the Year                                                                                     | Đoạt giải |
| 2017 | 7th EdukCircle Awards                                                                          | Box Office Tandem of the Year                                                                                          | Đoạt giải |
| 2017 | Alta Media Icon Awards 2017                                                                    | BEST DRAMA ACTOR FOR TV                                                                                                | Đoạt giải |
| 2017 | Media People's Choice Awards 2017                                                              | Best Primetime Teleserye of the Year for "FPJ's Ang Probinsyano" (shared with the cast)                                | Đoạt giải |
| 2018 | ILLUMINE GIC Innovation Awards For Television                                                  | MOST INNOVATIVE TV ACTOR                                                                                               | Đoạt giải |
| 2018 | ABS-CBN #WalkOnWater Awards 2018                                                               | Creative Breakthrough Long Form category for "FPJ's Ang Probinsyano" (shared with the cast)                            | Đoạt giải |
| 2018 | Batarisan Awards 2018                                                                          | BEST DRAMA ACTOR for "FPJ's Ang Probinsyano"                                                                           | Đoạt giải |
| 2018 | Batarisan Awards 2018                                                                          | Best Primetime Show for "FPJ's Ang Probinsyano" (shared with the cast)                                                 | Đoạt giải |
| 2018 | Batarisan Awards 2018                                                                          | Best TV Actor | Đoạt giải |
| 2018 | PARAGALA AWARDS 2018                                                                           | Best TV Actor | Đoạt giải |
| 2018 | The Platinum Stallion Media Awards 2018                                                        | Best TV Actor | Đoạt giải |
| 2018 | 49th Box Office Entertainment Awards                                                           | Most Popular Film Director                                                                                             | Đoạt giải |
| 2018 | 49th Box Office Entertainment Awards                                                           | MOST POPULAR TV PROGRAM for "FPJ's Ang Probinsyano" (shared with the cast)                                             | Đoạt giải |
| 2018 | 66th Famas Awards                                                                              | Best TV Actor | Đoạt giải |